# Distretto di Takua Thung
Il distretto di Takua Thung (in thailandese: ตะกั่วทุ่ง) è un distretto (amphoe) della Thailandia, situato nella provincia di Phang Nga.